# Ronaël Pierre-Gabriel
Ronaël Pierre-Gabriel (París, Francia, 13 de junio de 1998) es un futbolista francés que juega como defensa y milita en el G. N. K. Dinamo Zagreb de la Primera Liga de Croacia.

## Trayectoria
Se formó en las categorías inferiores del A. S. Saint-Étienne y llegó a jugar con el primer equipo antes de marcharse al A. S. Monaco F. C. En un año en la entidad monegasca solo participó en cuatro partidos con el primer equipo, por lo que en junio de 2019 se fue al 1. FSV Maguncia 05.
En su primer curso en el fútbol alemán jugó ocho encuentros y el equipo optó por permitirle regresar a Francia, donde estuvo cedido en el Stade Brestois 29 y el Racing Estrasburgo. La cesión en este último equipo era por una temporada, pero esta se canceló en enero de 2023 para que la terminara en el R. C. D. Espanyol. Después de este último préstamo fue liberado y el 1 de agosto firmó por el F. C. Nantes hasta 2026. Sin embargo, en febrero de 2024 se marchó al G. N. K. Dinamo Zagreb.

## Clubes
| Club                        | País     | Año       |
| --------------------------- | -------- | --------- |
| A. S. Saint-Étienne II      | Francia  | 2015-2016 |
| A. S. Saint-Étienne         | Francia  | 2016-2018 |
| A. S. Monaco F. C.          | Francia  | 2018-2019 |
| 1. FSV Maguncia 05          | Alemania | 2019-2023 |
| Stade Brestois 29 (cedido)  | Francia  | 2020-2022 |
| Racing Estrasburgo (cedido) | Francia  | 2022-2023 |
| R. C. D. Espanyol (cedido)  | España   | 2023      |
| F. C. Nantes                | Francia  | 2023-2024 |
| G. N. K. Dinamo Zagreb      | Croacia  | 2024-     |

## Palmarés

### Títulos nacionales
| Título                  | Club                   | País    | Año  |
| ----------------------- | ---------------------- | ------- | ---- |
| Primera Liga de Croacia | G. N. K. Dinamo Zagreb | Croacia | 2024 |
| Copa de Croacia         | G. N. K. Dinamo Zagreb | Croacia | 2024 |